# Reprezentacja Francji w piłce siatkowej mężczyzn

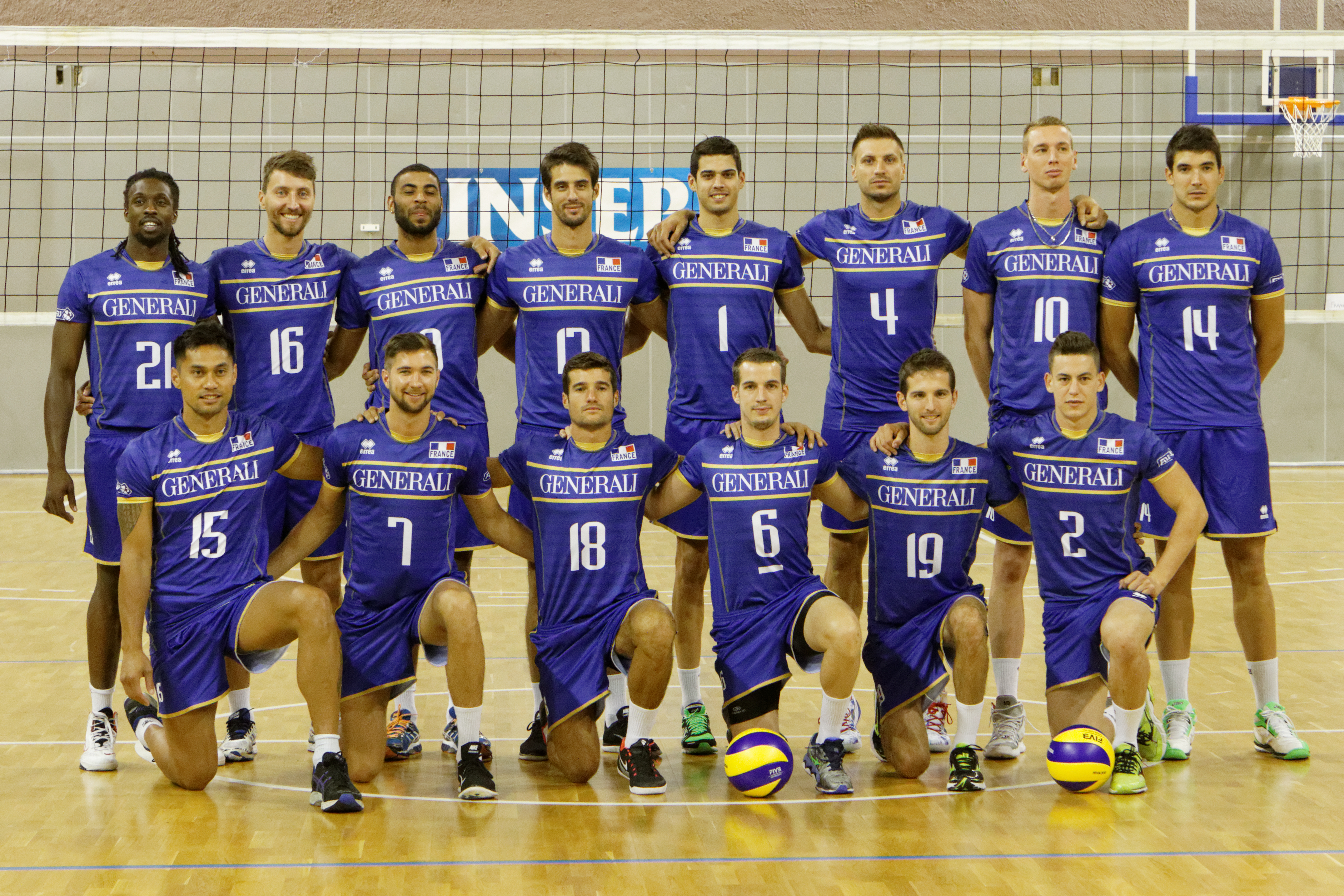
Reprezentacja Francji przed Mistrzostwami Świata 2014

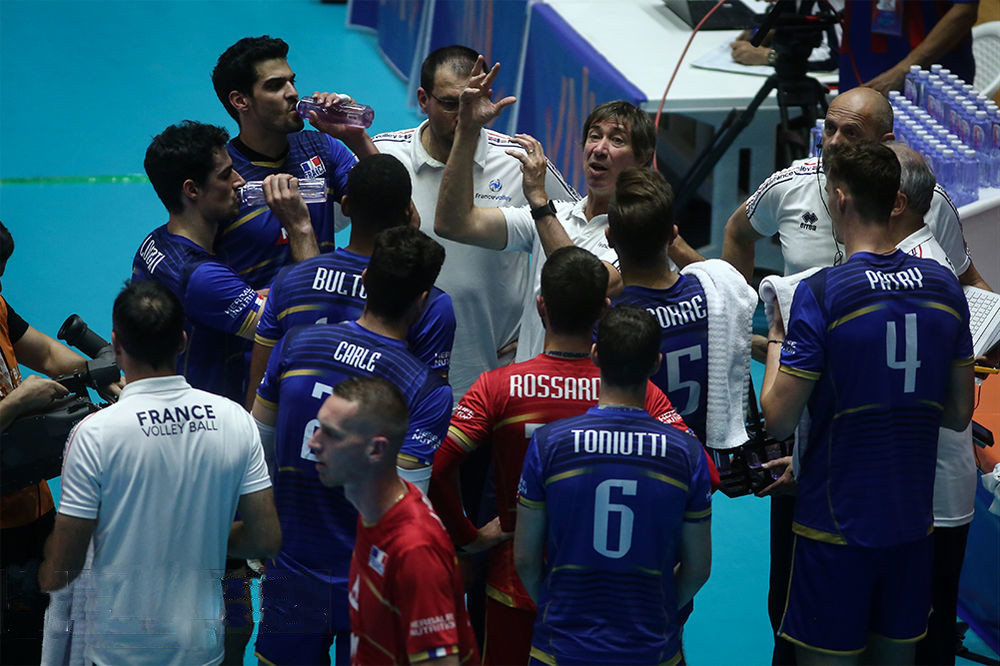
Reprezentacja Francji podczas Ligi Narodów 2019

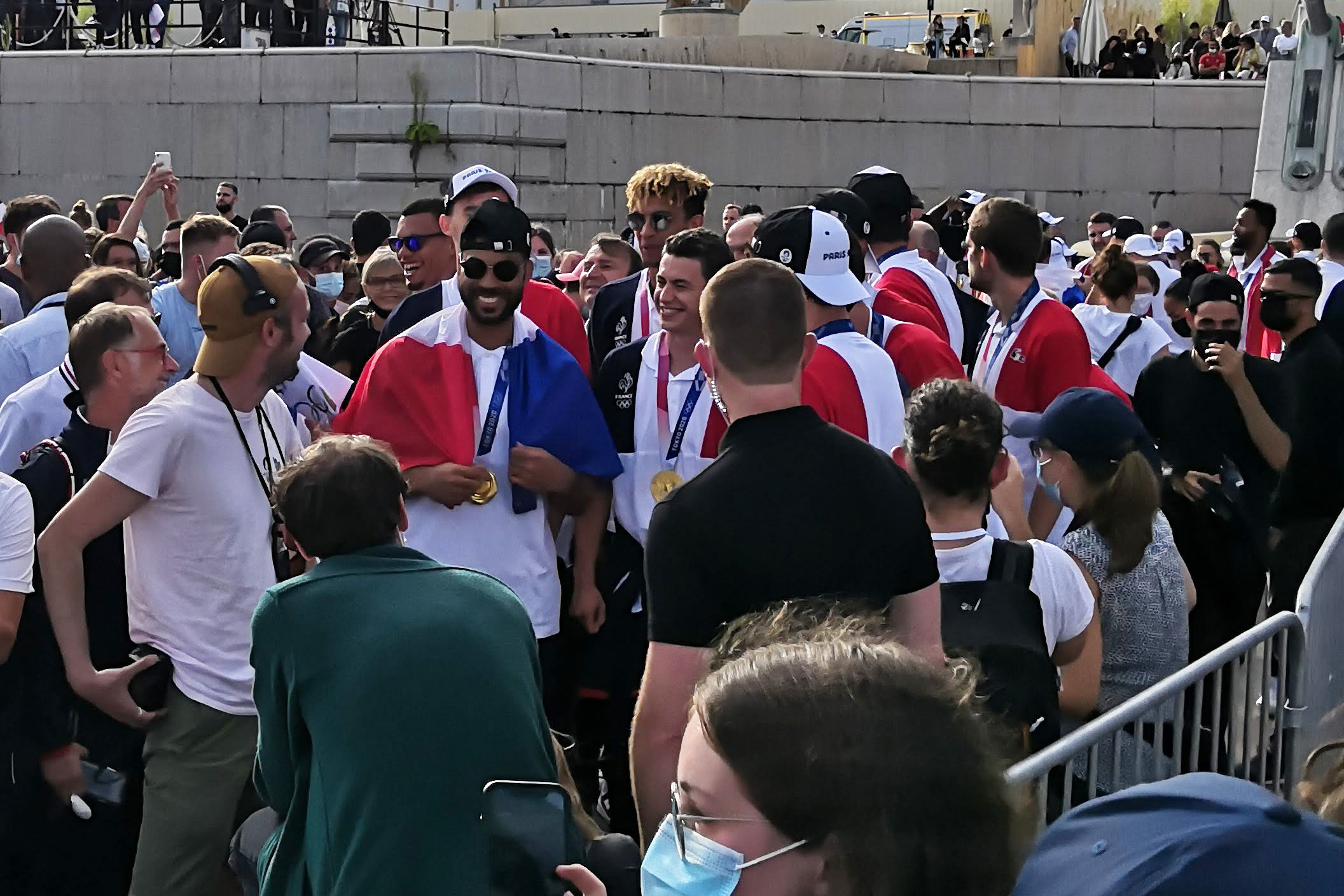
Powrót do kraju złotych medalistów olimpijskich 2020, reprezentanci Francji

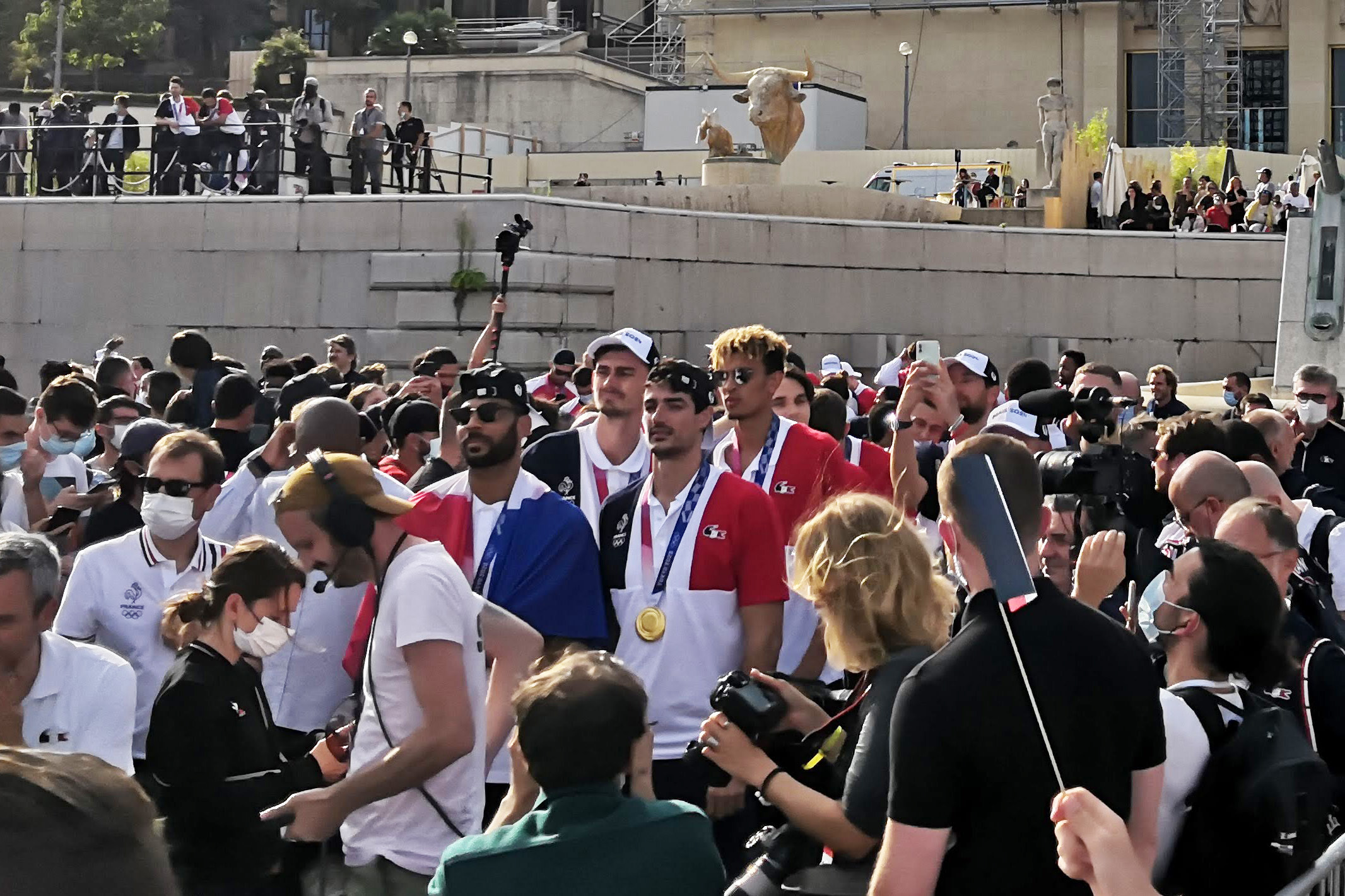
Powrót do kraju złotych medalistów olimpijskich 2020, reprezentanci Francji

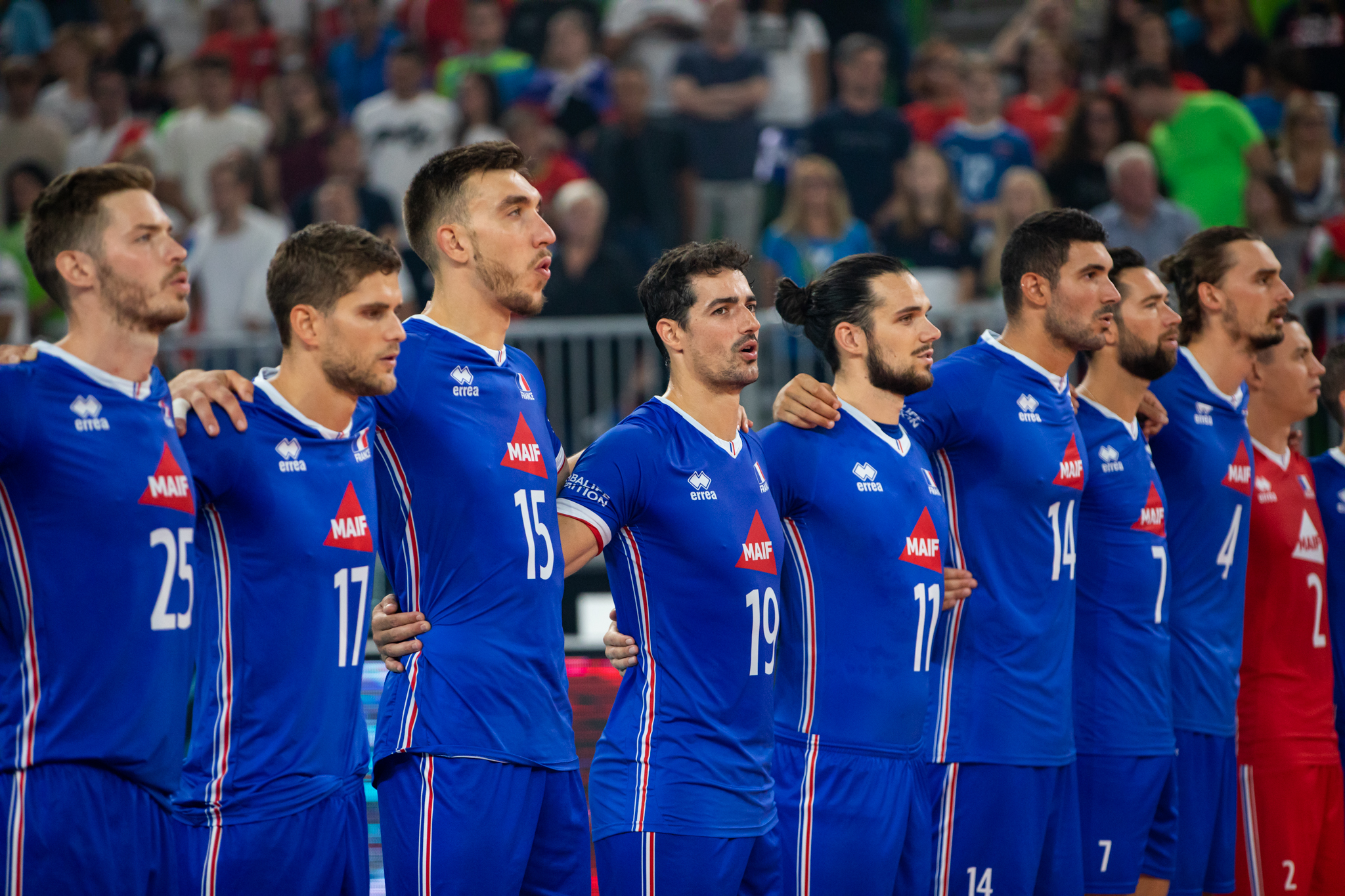
Reprezentacja Francji na Mistrzostwach Świata 2022

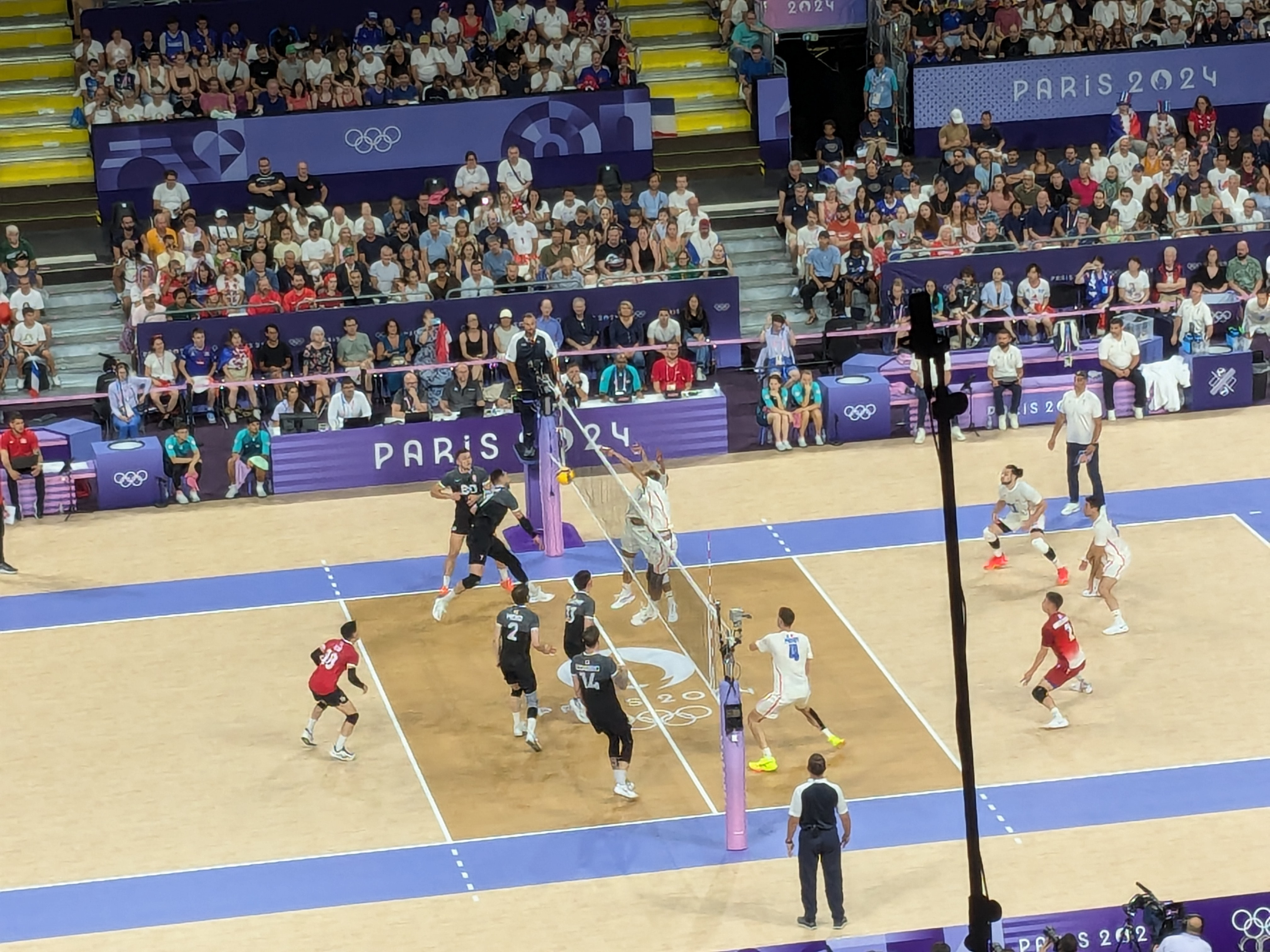
Reprezentacja Francji podczas meczu z Kanadyjczykami na Igrzyskach Olimpijskich 2024

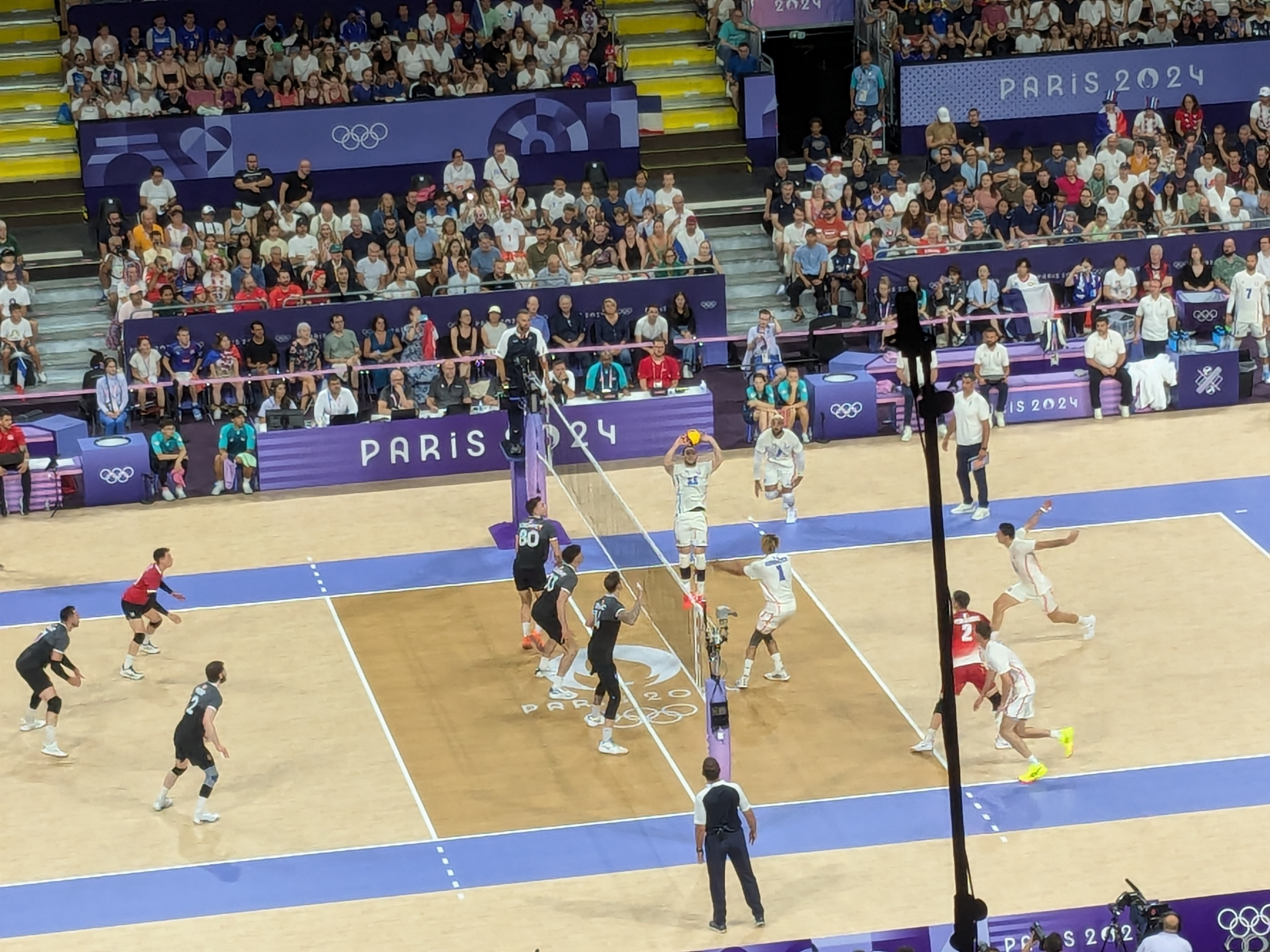
Reprezentacja Francji podczas meczu z Kanadyjczykami na Igrzyskach Olimpijskich 2024

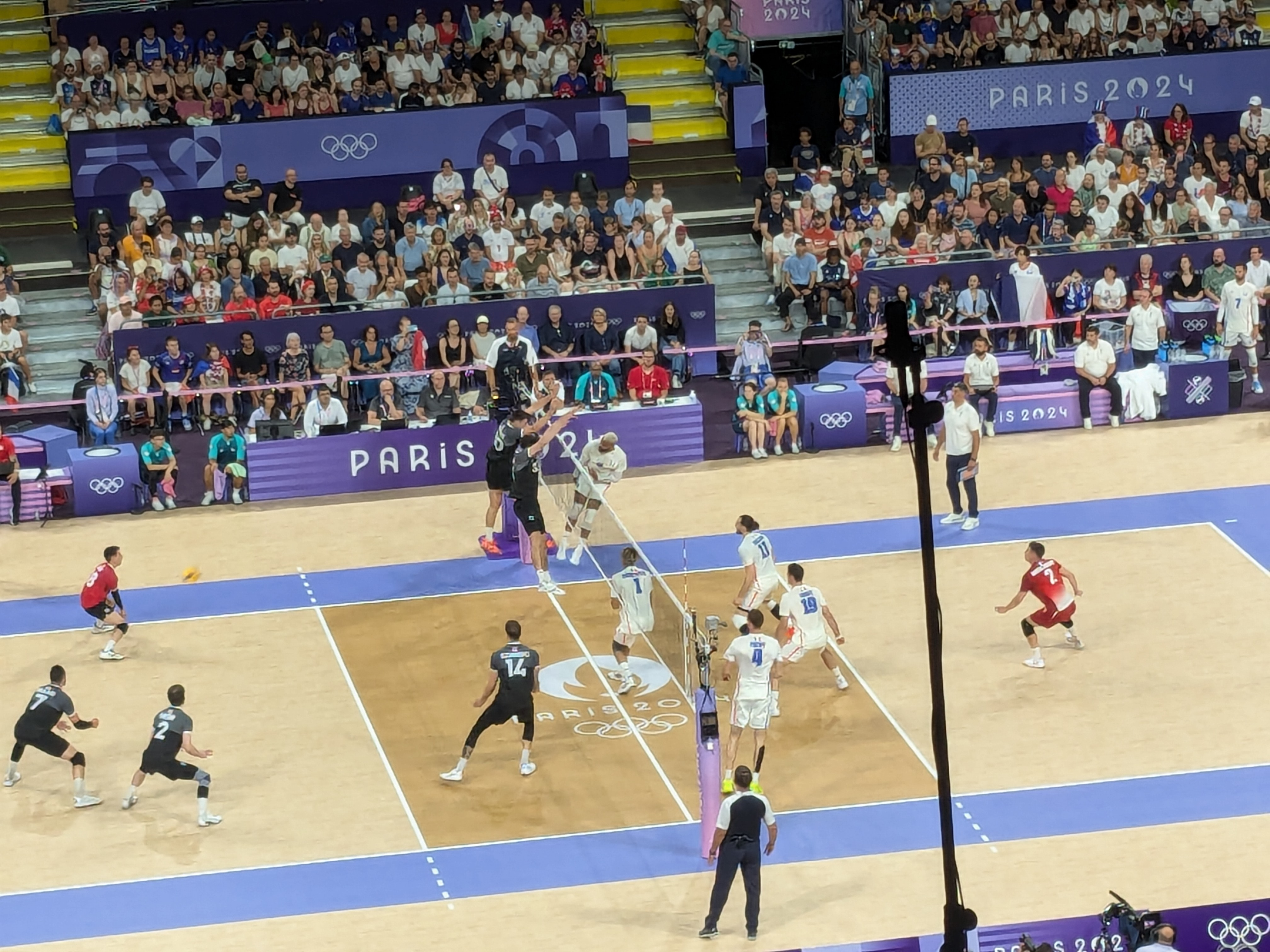
Reprezentacja Francji podczas meczu z Kanadyjczykami na Igrzyskach Olimpijskich 2024

Reprezentacja Francji w piłce siatkowej mężczyzn – zespół siatkarski reprezentujący Francję na arenie międzynarodowej we wszystkich rozgrywkach organizowanych pod egidą FIVB i CEV (tj. Igrzyskach Olimpijskich, Mistrzostwach Świata, Mistrzostwach Europy, Pucharze Świata, Pucharze Wielkich Mistrzów, Lidze Światowej oraz eliminacjach do tych imprez). Za jej funkcjonowanie odpowiedzialny jest Fédération française de volley-ball (FFVB).
Od sierpnia 2025 roku kompleks sportowy COSEC w Pfastatt nosi nazwisko siatkarza reprezentacji Francji Benjamina Toniuttiego. Rozgrywający kadry narodowej Francji właśnie tam stawiał swoje pierwsze kroki w siatkówce. Pfastatt jest rodzinnym miastem siatkarza.

## Skład reprezentacji Francji naLigę Narodów 2025[3]
| Nr | Imię i nazwisko       | Data urodzenia | Wzrost | Klub (Sezon 2025/2026)          | Pozycja      |
| -- | --------------------- | -------------- | ------ | ------------------------------- | ------------ |
| 1  | Barthélémy Chinenyeze | 28.02.1998     | 204 cm | Fenerbahçe Medicana Stambuł     | środkowy     |
| 2  | Jenia Grebennikov     | 13.08.1990     | 188 cm | Zenit Petersburg                | libero       |
| 4  | Jean Patry            | 27.12.1996     | 207 cm | Galatasaray HDI Sigorta Stambuł | atakujący    |
| 6  | Benjamin Toniutti     | 30.10.1989     | 183 cm | JSW Jastrzębski Węgiel          | rozgrywający |
| 11 | Antoine Brizard       | 22.05.1994     | 194 cm | Osaka Bluteon                   | rozgrywający |
| 14 | Nicolas Le Goff       | 15.02.1992     | 206 cm | Montpellier HSC VB              | środkowy     |
| 15 | Mathis Henno          | 25.02.2005     | 193 cm | Cuprum Stilon Gorzów            | przyjmujący  |
| 17 | Trévor Clévenot       | 28.06.1994     | 199 cm | Ziraat Bankkart Ankara          | przyjmujący  |
| 19 | Yacine Louati         | 04.03.1992     | 197 cm | Asseco Resovia Rzeszów          | przyjmujący  |
| 20 | Benjamin Diez         | 04.04.1998     | 183 cm | Sonepar Padwa                   | libero       |
| 21 | Théo Faure            | 12.10.1999     | 196 cm | Itas Trentino                   | atakujący    |
| 23 | Timothée Carle        | 30.11.1995     | 198 cm | Wolf Dogs Nagoya                | przyjmujący  |
| 24 | Moussé Gueye          | 11.11.1996     | 198 cm | Barkom-Każany Lwów              | środkowy     |
| 30 | François Huetz        | 05.06.2000     | 202 cm | Paris Volley                    | środkowy     |
| 33 | Antoine Pothron       | 05.03.2002     | 198 cm | PGE GiEK Skra Bełchatów         | przyjmujący  |

## Rozgrywki międzynarodowe

### Igrzyska olimpijskie
| Lp.      | Rok       | M  | Z  | P  | Sety  | Małe punkty | Osiągnięcie             |
| -------- | --------- | -- | -- | -- | ----- | ----------- | ----------------------- |
| I-VI     | 1964–1984 |    |    |    |       |             | nie zakwalifikowała się |
| VII      | 1988      | 7  | 3  | 4  | 12:13 | 312:300     | 8. miejsce              |
| VIII     | 1992      | 6  | 2  | 4  | 9:14  | 245:290     | 11. miejsce             |
| IX-X     | 1996–2000 |    |    |    |       |             | nie zakwalifikowała się |
| XI       | 2004      | 5  | 2  | 3  | 8:10  | 405:394     | 9. miejsce              |
| XII-XIII | 2008–2012 |    |    |    |       |             | nie zakwalifikowała się |
| XIV      | 2016      | 5  | 2  | 3  | 8:9   | 386:367     | 9. miejsce              |
| XV       | 2020      | 8  | 5  | 3  | 19:14 | 738:709     | 1. miejsce              |
| Razem    | Razem     | 31 | 14 | 17 | 56:60 | 2086:2060   | 5 występów              |

## Osiągnięcia
Mistrzostwa Europy:
- 1. miejsce - 2015
- 2. miejsce - 1948, 1987, 2003, 2009
- 3. miejsce - 1951, 1985

Mistrzostwa Świata:
- 3. miejsce - 2002

Liga Światowa:
- 1. miejsce - 2015, 2017
- 2. miejsce - 2006
- 3. miejsce - 2016

Liga Narodów:
- 1. miejsce - 2022[4], 2024
- 2. miejsce - 2018
- 3. miejsce - 2021

Igrzyska Olimpijskie:
- 1. miejsce - 2020, 2024[5]

## Trenerzy i selekcjonerzy
- 1938–1946: Plaswick
- 1946–1947: René Verdier
- 1947–1965: Marcel Mathore
- 1965: Nagasaki
- 1966–1968: Nicolas Sotir
- 1968–1970: Georges Derose
- 1970–1979: Roger Schmitt
- 1979–1983: Jean-Marc Buchel
- 1983: Georges Komatov
- 1983–1984: Éric Daniel
- 1984–1985: Jean-Marc Buchel
- 1985–1988: Éric Daniel
- 1988–1992: Gérard Castan
- 1993–1994: Jean-Marie Fabiani
- 1994–1995: Jean-Michel Roche
- 1995: Gérard Castan
- 1995–1999: Władimir Kondra
- 1999–2000: Pierre Laborie
- 2001–2012: Philippe Blain
- 2012–2021: Laurent Tillie
- 2021: Bernardo Rezende
- 2022– : Andrea Giani[6]

## Najwięcej występów w kadrze
| Lp. | Zawodnik            | Lata gry   | Liczba meczów |
| 1.  | Hervé Mazzon        | 1980-1991  | 417           |
| 2.  | Christophe Meneau   | 1986-2000  | 407           |
| 3.  | Laurent Tillie      | 1982-1995  | 406           |
| 4.  | Alain Fabiani       | 1977-1992  | 392           |
| 5.  | Stéphane Faure      | 1977-1988  | 350           |
| 6.  | Philippe Blain      | 1980-1991  | 340           |
| 7.  | Laurent Chambertin  | 1987-2002  | 336           |
| 8.  | Eric Bouvier        | 1979-1992  | 325           |
| 9.  | Luc Marquet         | 1990-2003  | 310           |
| 10. | Laurent Capet       | 1993-2004  | 300           |
| 11. | Olivier Rossard     | 1986-1995  | 294           |
| 12. | Jean-Marc Jurkovitz | 1983-1993  | 290           |
| 13. | Frantz Granvorka    | 1996-2007  | 288           |
| 14. | Stéphane Antiga     | 1998- 2011 | 273           |
| 15. | Dominique Daquin    | 1994-2006  | 267           |

## Najwybitniejsi zawodnicy
- Alain Fabiani
- Philippe Blain
- Laurent Tillie
- Eric Bouvier
- Stéphane Antiga
- Laurent Capet
- Frederic Havas
- Frantz Granvorka
- Dominique Daquin
- Luc Marquet
- Vincent Montmeat
- Oliver Kieffer
- Pierre Pujol
- Earvin N'Gapeth
- Jenia Grebennikov
- Benjamin Toniutti
- Jean Patry
- Antoine Brizard
- Trévor Clévenot